# Énencourt-le-Sec
Énencourt-le-Sec – miejscowość i dawna gmina we Francji, w regionie Hauts-de-France, w departamencie Oise. W 2016 roku populacja ówczesnej gminy wynosiła 196 mieszkańców. 
W dniu 1 stycznia 2019 roku z połączenia trzech ówczesnych gmin – Boissy-le-Bois, Énencourt-le-Sec oraz Hardivillers-en-Vexin – powstała nowa gmina Manderen-Ritzing. Siedzibą gminy została miejscowość Énencourt-le-Sec. 